# Otylia Kokocińska
Otylia Kokocińska z domu Kubiak (ur. 20 maja 1923 w Łęczycy, zm. 7 maja 2022 tamże) – polska nauczycielka i regionalna działaczka społeczna, posłanka na Sejm PRL V kadencji (1969–1972), przewodnicząca Towarzystwa Miłośników Ziemi Łęczyckiej (1996–2009).

## Życiorys
Po ukończeniu szkoły powszechnej podjęła naukę w gimnazjum ogólnokształcącym, którą przerwał wybuch II wojny światowej. Podczas wojny obronnej Polski była sanitariuszką w szpitalu polowym. W czasie okupacji niemieckiej zaangażowana w tajne nauczanie na terenie powiatu łęczyckiego. Po zakończeniu działań wojennych organizowała Komisariat Powiatowy Milicji Obywatelskiej, w którym pracowała do 1947. Kształciła się też w liceum pedagogicznym, a po zdaniu matury w szkole ćwiczeń. Od 1951 zatrudniona była jako nauczycielka w Łęczycy. W 1961 uzyskała dyplom magistra filologii polskiej w studium nauczycielskim. W latach 1963–1975 była szefową Ośrodka Metodycznego i Powiatowego Ogniska Języka Polskiego w Łęczycy. Działała we Froncie Jedności Narodu oraz Związku Nauczycielstwa Polskiego.
W 1962 wstąpiła do Stronnictwa Demokratycznego. W 1969 wybrana na posłankę na Sejm PRL V kadencji. Po odejściu z Sejmu wykonywała m.in. mandat radnej Wojewódzkiej Rady Narodowej w Łodzi.
Od 1996 do 2009 była prezesem Towarzystwa Miłośników Ziemi Łęczyckiej, w którym działała od 1968. Była członkinią Komisji do Spraw Ratowania Grobów Historycznych i Zasłużonych Łęczycan na cmentarzu rzymskokatolickim w Łęczycy. Pod jej redakcją ukazała się monografia historyczna Historia grobami pisana: cmentarz parafii św. Andrzeja Apostoła w Łęczycy. W 2008 otrzymała honorowe obywatelstwo miasta Łęczycy. Pochowana 12 maja 2022 na cmentarzu rzymskokatolickim w Łęczycy.
Odznaczona m.in. Krzyżem Kawalerskim Orderu Odrodzenia Polski, Złotym Krzyżem Zasługi i Odznaką 1000-lecia Państwa Polskiego.